# Municipio de Brushy Mountain
El municipio de Brushy Mountain (en inglés: Brushy Mountain Township) es un municipio ubicado en el  condado de Wilkes en el estado estadounidense de Carolina del Norte. En el año 2010 tenía una población de 551 habitantes.

## Geografía
El municipio de Brushy Mountain se encuentra ubicado en las coordenadas 36°3′10.48″N 81°4′44.29″O / 36.0529111, -81.0789694.